# Britelo (Celorico de Basto)

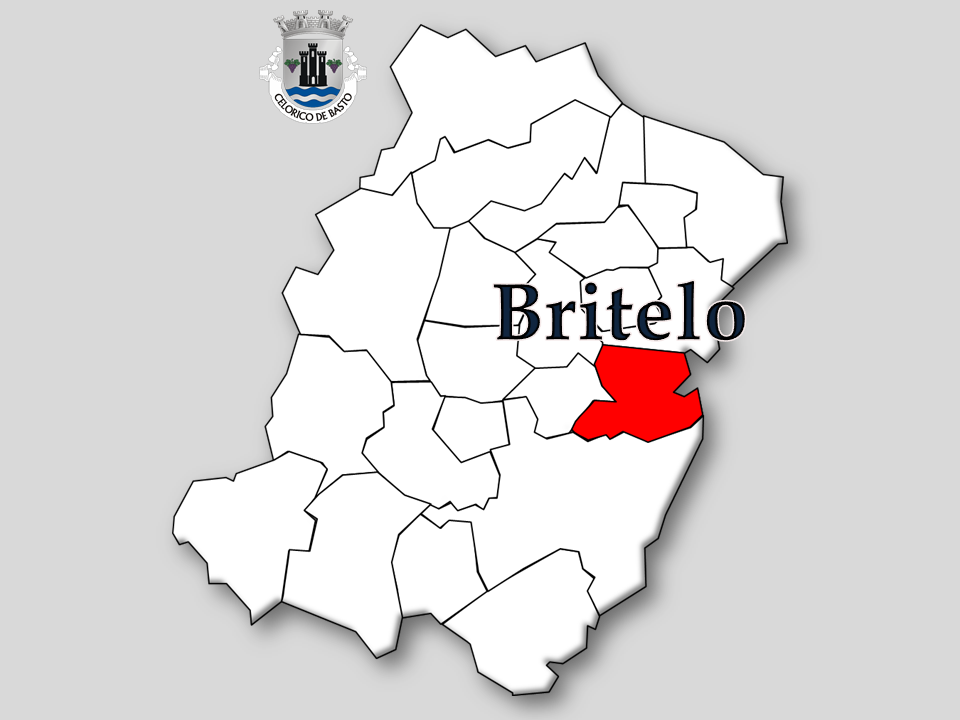
Localização da Freguesia de Britelo no Município de Celorico de Basto

Britelo é uma povoação portuguesa do Município de Celorico de Basto que foi sede da extinta Freguesia de Britelo, freguesia que tinha 7,78 km² de área e 2 561 habitantes (2011), e, por isso, uma densidade populacional de 329,2 hab/km². 
A Freguesia de Britelo foi extinta em 2013, no âmbito de uma reforma administrativa nacional, tendo sido agregada às freguesias de Gémeos e Ourilhe, para formar uma nova freguesia denominada União das Freguesias de Britelo, Gémeos e Ourilhe da qual é a sede.
Era a freguesia-sede do município e a única a integrar a vila de Celorico de Basto. O território desta antiga freguesia agregava lugares como Corredoura, Crasto, Cruz, Estação, Monte, Paixão, Prado, Pulquérias, Santa Luzia, Senhora da Saúde, Seturrada, Venda Nova.

## População
| População da freguesia de Britelo (1864 – 2011) | População da freguesia de Britelo (1864 – 2011) | População da freguesia de Britelo (1864 – 2011) | População da freguesia de Britelo (1864 – 2011) | População da freguesia de Britelo (1864 – 2011) | População da freguesia de Britelo (1864 – 2011) | População da freguesia de Britelo (1864 – 2011) | População da freguesia de Britelo (1864 – 2011) | População da freguesia de Britelo (1864 – 2011) | População da freguesia de Britelo (1864 – 2011) | População da freguesia de Britelo (1864 – 2011) | População da freguesia de Britelo (1864 – 2011) | População da freguesia de Britelo (1864 – 2011) | População da freguesia de Britelo (1864 – 2011) | População da freguesia de Britelo (1864 – 2011) |
| ----------------------------------------------- | ----------------------------------------------- | ----------------------------------------------- | ----------------------------------------------- | ----------------------------------------------- | ----------------------------------------------- | ----------------------------------------------- | ----------------------------------------------- | ----------------------------------------------- | ----------------------------------------------- | ----------------------------------------------- | ----------------------------------------------- | ----------------------------------------------- | ----------------------------------------------- | ----------------------------------------------- |
| 1864                                            | 1878                                            | 1890                                            | 1900                                            | 1911                                            | 1920                                            | 1930                                            | 1940                                            | 1950                                            | 1960                                            | 1970                                            | 1981                                            | 1991                                            | 2001                                            | 2011                                            |
| 1 688                                           | 1 720                                           | 1 722                                           | 1 882                                           | 1 906                                           | 1 781                                           | 2 114                                           | 2 131                                           | 2 255                                           | 2 338                                           | 2 249                                           | 2 361                                           | 2 422                                           | 2 542                                           | 2 561                                           |

D. Gomes Echiguis «que estava sendo senhor de Basto no anno de 1045, como consta de um documento do mosteiro de Arnoia sobre a egreja de Britello» – cf. A Palavra, Ano X, n.os 2764 e 2765, de 28 e 29/10/1881, Descripção dos Concelhos de Celorico de Basto e Cabeceiras de Basto, 1.

## Património
- Igreja Paroquial de Britelo;
- Capela da Senhora da Saúde;
- Capela de Santa Luzia;
- Capela de Santa Iria.